# Аксьоново (Великоустюзький район)
Аксьо́ново (рос. Аксёново) — присілок у складі Великоустюзького району Вологодської області, Росія. Входить до складу Юдинського сільського поселення.

## Населення
Населення — 67 осіб (2010; 53 у 2002).
Національний склад (станом на 2002 рік):
- росіяни — 98 %